# كارل فيلهلم فون هايدك

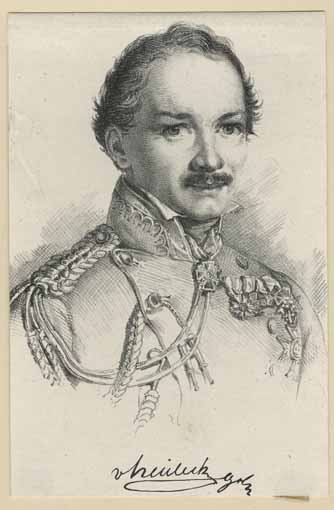
كارل فيلهلم فون هايدك

كارل فيلهلم فون هايدك (بالألمانية: Carl Wilhelm von Heideck، باليونانية: Κάρολος φον Χέυδεκ، مواليد يوم 6 ديسمبر عام 1788 في سارالب بإقليم موزيل - وتوفي في ميونخ يوم 21 فبراير عام 1861) هو ضابط عسكري وفلهيليني ورسام بافاري.

## السيرة الذاتية
درس فون هايدك الفنون في زيورخ. وألتحق بالأكاديمية العسكرية في ميونخ عام 1801. وشارك حين كان في الجيش البافاري منذ عام 1805 في الحملات العسكرية إلى كل من النمسا وبروسيا وتيرول ومن ثم في إسبانيا بعد عام 1810.
ورافق فون هايدك الذي كان قد ترقى إلى رتبة رائد ولي العهد وملك بافاريا المستقبلي لودفيغ الأول إلى مؤتمر فيينا عام 1814.
وذهب فون هايدك عام 1826 إبَّان حرب الاستقلال اليونانية لمساعدة اليونانيين في نضالهم الوطني من أجل الاستقلال عن الدولة العثمانية. وانضمَّ إلى صفوف قوات الجنرال البريطاني توماس غوردن عام 1827 في محاولة مساعدة أكروبوليس أثينا. وعيّنه إيونيس كابوديسترياس قائداً على نافبليو عام 1828. وترقى بعد ذلك بأشهر قليلة ليغدو الحاكم العسكري لآرغوس.
عاد بعدها إلى ميونخ عام 1830 ليستعيد رتبته كعقيد في الجيش البافاري، وعاود إلى مزاولة الرسم مجدداً.
رُشِّح فون هايدك إلى مجلس الوصاية حين اعتلى الابن الثاني للودفيغ الأول ملك بافاريا أوتو عرش اليونان عام 1832. يُعرف أنه عاش في ميونخ حوالي عام 1850. يشار إلى أن هنالك حي في ميونخ يحمل اسمه تكريماً له.